# Астрочка
Астрочка — река в России, протекает в Нижнеломовском районе Пензенской области. Правый приток Нор-Ломовки.

## Описание
Длина реки составляет 10 км. Течение проходит в границах Кувак-Никольского сельсовета.
Берёт начало в балке Чугурневка на краю лесного массива в 2,5 км к юго-юго-западу от села Сорокино. Общее направление течения — восточное. Впадает в Нор-Ломовку по правому берегу в 19 км от её устья и в 1,8 км к юго-юго-западу от села Кувак-Никольское.
Сток зарегулирован. Основные притоки: овраги Сорокинский (левый) и Ободной (правый).
На реке расположена деревня Танкаевка — единственный населённый пункт в бассейне, а также урочище Афанасьевка.

## Данные водного реестра
По данным государственного водного реестра России относится к Окскому бассейновому округу, водохозяйственный участок реки — Мокша от истока до водомерного поста города Темников, речной подбассейн реки — Мокша. Речной бассейн реки — Ока.
Код объекта в государственном водном реестре — 09010200112110000027186.